# Kinnsfelstunnel

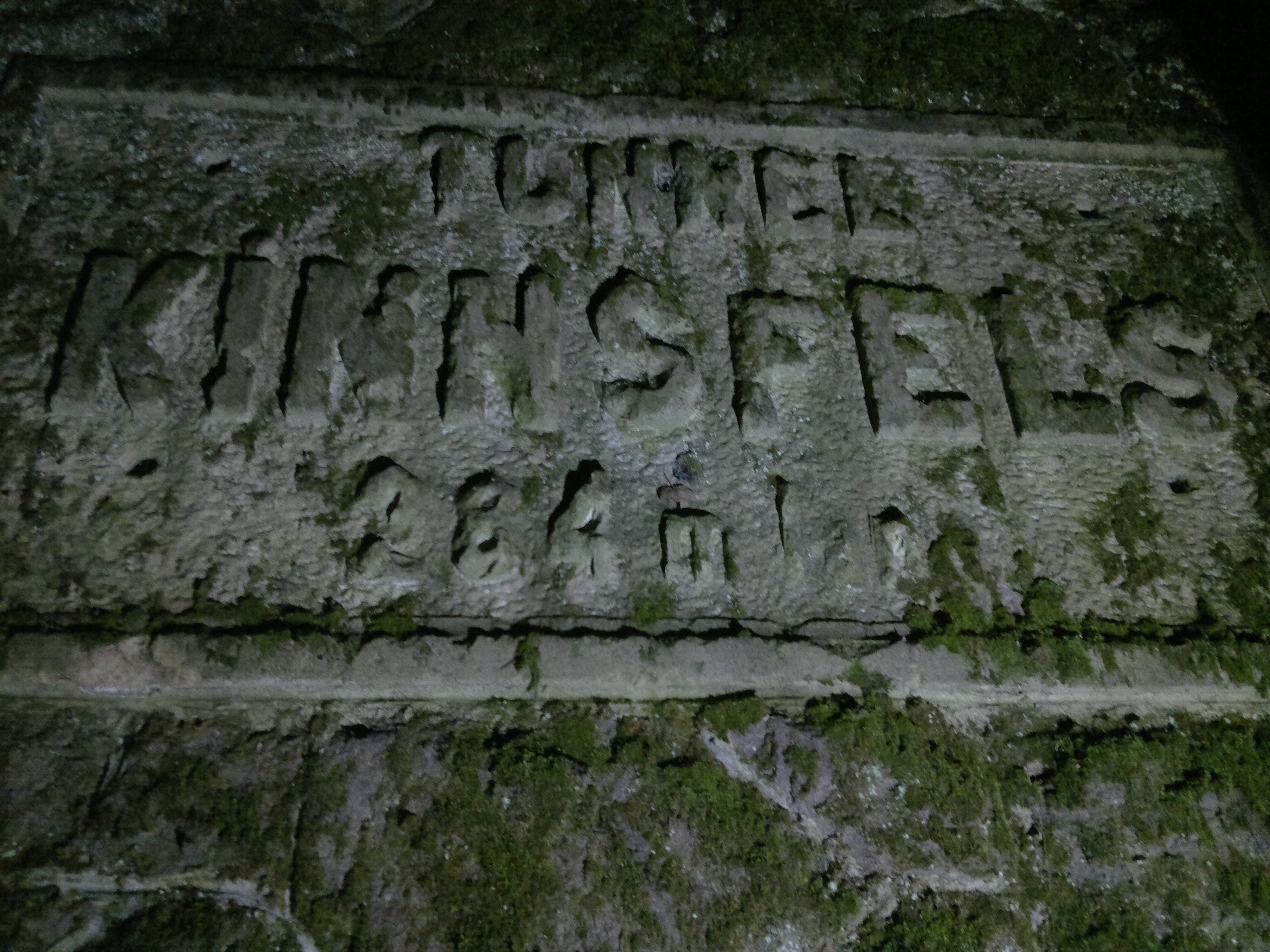
Tafel am Ostportal

Der Kinnsfelstunnel – auch Tunnel Kinnsfels  genannt – ist neben dem Elschbacher Tunnel und dem  Meisenheimer Tunnel einer von insgesamt drei Tunneln der seit 1996 stillgelegten Glantalbahn. Er befand sich im nördlichen Streckenabschnitt Odernheim–Bad Münster. Entlang dieser aus strategischen Gründen erbauten Bahnstrecke war der 1904 in Betrieb genommene Tunnel mit seinen 284 Metern der längste seiner Art. Er wurde jedoch bereits 1961 mit der Einstellung des Betriebs zwischen Odernheim und Bad Münster stillgelegt. Der Tunnel war für zwei Gleise ausgelegt, zwischen 1929 und 1939 verlief jedoch nur ein Gleis in ihm.

## Lage
Der westliche Bereich des Tunnels befindet sich auf der Gemarkung der Ortsgemeinde Waldböckelheim, der größere und östliche Bereich hingegen auf der von Oberhausen an der Nahe. Unmittelbar vor dem Tunnel am Westende befand sich zum Zeitpunkt seines Baues die bayrisch-preußische Grenze, die noch immer mit einem Grenzstein gekennzeichnet ist. Zweck des Tunnels war es, eine Talenge der Nahe beim Gangelsberg zu bewältigen.

## Charakteristika
Die Tektonik dürfte schwer beherrschbar gewesen sein, denn der Tunnel ist vollständig ausgemauert, um dem Gewölbe Halt zu geben. Die damit verursachten Kosten lassen sich nur mit der militärischen Bedeutung dieser strategischen Bahn erklären. Wahrscheinlich zu Kontrollzwecken einer Störungslinie wurde zusätzlich auf einer Länge von etwa 150 Metern oberhalb des Tunnels ein Gang angelegt, der zwischen 1,50 m und 2,20 m Stehhöhe besitzt. Sowohl am West- als auch am Ostende des Ganges war dieser über Eisenleitern mit dem eigentlichen Tunnel verbunden. Dieser Gang ist bei Tunnelbauwerken selten.

## Geschichte

### Planung, Bau und Eröffnung
Die frühesten Pläne für eine Bahnstrecke entlang des Glan gehen bis ins Jahr 1856 zurück. Auch in den 1870er Jahren gab es Bestrebungen, eine strategische Strecke von Homburg nach Bad Münster zu errichten. Allerdings konkretisierten sich die Vorhaben erst Ende der 1890er Jahre, als sich die deutsch-französischen Beziehungen verschlechterten. Die Genehmigung der Projektierung von Seiten von Bayern, zu dem damals die Pfalz gehörte, deren nordwestliches Gebiet durchquert wurde, erfolgte am 27. Januar 1898.
Neben den 1868 beziehungsweise 1896 eröffneten Bestandsstrecken Glan-Münchweiler–Altenglan und Lauterecken–Odernheim sollten mit Homburg–Glan-Münchweiler, Altenglan–Lauterecken und Odernheim–Bad Münster insgesamt drei neue Teilstrecken entstehen. Im Frühjahr 1903 begannen die Bauarbeiten zwischen Odernheim und Bad Münster. Um den Kinnsfels, der den nördlichen Ausläufer des Gangelsbergs zur Nahe hin darstellt, durchbrechen zu können, entstand auf diesem Abschnitt ein insgesamt 284 Meter langer Tunnel, der sogenannte Kinnsfelstunnel, der zugleich der längste der gesamten strategischen Bahn wurde.
Im Bereich des Tunnels verliefen für wenige Kilometer sowohl nördlich als auch südlich der Nahe Eisenbahntrassen. Dies geschah aus zwei Gründen. Zum einen sollte die Glantalbahn auf diese Weise eine Konkurrenz zur Nahetalbahn bilden. In diesem Zusammenhang erhoffte sich Bayern zudem finanzielle Vorteile, weil sie bis kurz vor Münster am Stein auf bayerischem Staatsgebiet geführt werden konnte. Zum anderen wurden auf diese Weise Kapazitätsengpässe auf der Nahestrecke zwischen Bad Münster und Staudernheim vermieden; darüber hinaus ersparte dies das Kopfmachen der Züge in Sobernheim oder Staudernheim. Der erste Zug fuhr am 16. April von Scheidt nach Bad Münster. In die entgegengesetzte Richtung fuhr derselbe Zug am 22. April. Die offizielle Eröffnung der Strecke fand am 1. Mai statt.

### Weitere Entwicklung (1904–1963)
Aufgrund ihrer strategischen Bedeutung existierten entlang der Glantalbahn während der beiden Weltkriege sogenannte „Bahnwachen“, die Sabotagen entgegentreten sollten. Der Wache in Duchroth-Oberhausen fiel während des Truppenaufmarschs im Ersten Weltkrieg die Aufgabe zu, den Kinnsfelstunnel zu sichern.
Auf den Versailler Vertrag berufend forderte die Botschafterkonferenz der Alliierten 1922 den Rückbau der Glantalbahn auf ein Gleis. Dies rief Widerstände vor Ort hervor. Sieben Jahre später erreichte die damalige Reichsregierung, dass lediglich der Streckenabschnitt Odernheim–Bad Münster auf ein Gleis reduziert werden musste und die Glantalbahn weiterhin den Status einer Hauptbahn behielt. Außerdem wurde festgelegt, dass beginnend mit dem 1. September 1929 die Rückbaumaßnahmen innerhalb von neun Monaten abgeschlossen sein mussten; letztere begannen am 12. November desselben Jahres. Auswirkungen auf den Bahnverkehr hatte dies nicht. Im Kinnsfelstunnel lag damit vorübergehend nur noch ein Gleis. 1938 wurde das zweite Gleis zwischen Odernheim und Bad Münster in Vorbereitung auf den Zweiten Weltkrieg wiederhergestellt.
Nach dem Krieg verlor die Glantalbahn rapide an Bedeutung. Vor allem der Streckenabschnitt zwischen Odernheim und Bad Münster war stets sehr schwach frequentiert. Aus diesem Grund wurde er am 29. September 1961 stillgelegt. Die Gleise und Signalanlagen wurden in den Jahren 1962 und 1963 abgebaut.

### Tunnel ohne Gleise (seit 1963)
Bedingt durch die fehlende Teilstrecke Odernheim–Bad Münster samt Kinnsfelstunnel mussten sämtliche Züge der Glantalbahn Richtung Osten über die seit 1897 existierende Verbindung nach Staudernheim fahren und dort Kopf machen, ehe sie 1996 komplett stillgelegt wurde.
Östlich des bis heute begehbaren Tunnels wurde auf der früheren Bahntrasse im Mai 1994 ein Radweg eröffnet. Von Seiten der Gemeinden Odernheim und Oberhausen gibt es seit Mitte der 2000er Jahre Überlegungen, diesen durch den Kinnsfelstunnel hindurch bis nach Odernheim zu verlängern.